# Michel Maure
Michel Maure, né le 28 novembre 1948 dans le département d'Alger et mort le 13 octobre 2020 à Marseille 4ᵉ, est un ancien médecin qui a été radié de l'ordre des médecins en janvier 2007. Il est connu pour son procès face à une centaine de ses anciens patients pour avoir malmené différentes opérations de chirurgie esthétique.

## Procès

### Accusations
Du 2 juin au 15 juin 2008 il comparaît devant la 6e chambre correctionnelle du tribunal de Marseille. Il est poursuivi par 97 de ses anciens patients, 93 femmes et 4 hommes, opérés entre 2001 et 2004 et étant accusé de mise en danger de la vie d'autrui, blessures involontaires, travail illégal par dissimulation, publicité mensongère, tromperie aggravée sur les qualités substantielles des prestations de service ou encore non-remise de devis et, dans un cas, menaces ou acte d'intimidation. Depuis 1995 il opérait avec deux assistantes dans la clinique Saint-Bernard, dans le quartier marseillais des Chartreux dans le 4e arrondissement, pourtant fermée par l'administration cette même année. Environ 300 opérations auraient été pratiquées chaque année par le docteur depuis 1995. Pour sa défense, il compare la souffrance physique de ses patients à celle que l'on peut subir en allant chez le dentiste il évoque aussi un complot visant à supprimer un concurrent dans une profession concurrentielle ; ses victimes insistent elles sur la souffrance physique et morale subies depuis des années. Son procès s'est achevé le vendredi 13 juin 2008, le parquet requiert alors 4 ans de prison, son jugement étant prévu pour le 4 septembre 2008.

### Départ
Néanmoins le dimanche 15 juin il décide de prendre le large avec son yacht en direction de Gibraltar,, en violation de son contrôle judiciaire. Le 19 août 2008, il est arrêté sur la Costa Brava en Catalogne  dans le cadre d'un mandat d'arrêt européen,,, il est alors incarcéré à la maison d’arrêt de Luynes, dans les Bouches-du-Rhône. Il a été condamné en septembre 2008 à 4 ans de prison dont 3 fermes et 1 avec sursis pour tromperie aggravée, publicité mensongère et mise en danger d'autrui. Il est également condamné à verser immédiatement des indemnisations à ses victimes, allant de 2 000 à 12 000 euros par personne.

### Appel et condamnation
Il décide néanmoins d'interjeter appel et est condamné par le tribunal correctionnel d'Aix-en-Provence le mercredi 1er avril 2009, sa peine est maintenue, quatre ans d’emprisonnement dont un avec sursis. Il s’est en outre vu signifier l’interdiction définitive d’exercice de la médecine et devra s’acquitter d’une amende de 75 000 euro envers les parties civiles.

## Soupçonné d'inceste
Le 29 novembre 2012, il est placé en garde à vue dans le cadre d'une affaire d'inceste sur sa fille de 7 ans.

## Documentaires télévisés
- « La clinique du docteur Maure » le 22 octobre 2008 dans Enquêtes criminelles : le magazine des faits divers sur W9.
- « Michel Maure L'Esthétique du Pire » de Marc Maouad et Roland Sicsic en 2011 dans Les Grandes Escroqueries de Maydia Production sur Planète + Justice
- « L’inquiétant docteur Maure » le 25 septembre 2005 dans Secrets d'actualité sur M6.
- « Le boucher de la chirurgie esthétique » (deuxième reportage) dans Suspect n° 1 le 26 août 2011 et 25 janvier 2012 sur TMC.